# Shirley Scott
Shirley Scott (* 14. März 1934 in Philadelphia; † 10. März 2002) war eine US-amerikanische Jazzorganistin.

## Leben
In ihrer Geburtsstadt Philadelphia begann Shirley Scott Klavier und kurzzeitig Trompete zu spielen. Mitte der 1950er Jahre spielte sie Klavier in der Clubszene der Stadt, und zusammen mit dem jungen John Coltrane im Trio.
Count Basies Tenorist Eddie Lockjaw Davis hörte sie dort, sein Organist hatte sich gerade selbständig gemacht, und bat sie, sich seiner Band anzuschließen. Die achtzehnjährige Scott sagte ihm, sie könne Orgel spielen, obwohl sie dies erst ein halbes Jahr tat. Endgültig entschied sie sich für das Instrument, nachdem sie eine Aufnahme von Jackie Davis gehört hatte. Gemeinsam mit Eddie Lockjaw Davis nahm sie zahlreiche Schallplatten auf und veröffentlichte in den späten 1950er Jahren unter anderem die populäre Cookbook-Serie für das Plattenlabel Prestige Records. Scott lobt Davis als Lehrer und Meister der Halbtöne und meint damit eine II-V-I-„Trugschluss“-kadenz in Halbtonschritten.
1958 begann Shirley Scott ihre Solo-Karriere, in deren Verlauf sie 23 Alben für Prestige (1958–64), 10 für Impulse (1963–68), drei für Atlantic (1968–70), drei für Cadet (1971–73), eins 1974 für Strata-East, zwei für Muse (1989–91) und drei für Candid (1991–92) aufnahm.
1961 heiratete sie den Tenorsaxophonisten Stanley Turrentine. Gemeinsam spielten sie eine Vielzahl von Aufnahmen ein – für Blue Note, Prestige, Impulse und Atlantic. Die Aufnahmen dieser Zeit gelten heute als Klassiker des Soul Jazz. Die Ehe wurde 1972 geschieden.
Ihren Lebensabend verbrachte Shirley Scott in Philadelphia. Sie trat gelegentlich vor Ort auf, meist am Klavier, und war Musical Director von Bill Cosbys kurzlebiger 1992er Show You Bet Your Life. Zu dieser Zeit lehrte sie Jazzgeschichte und Klavier, als Vertretung, an der Cheyney University of Pennsylvania in Philadelphia, der ersten afro-amerikanischen Musikuniversität. Sie hatte einen Forschungsauftrag von NEA (National Endowment for the Arts) um Dexter Gordons Musik zu untersuchen, berichtet sie Marian McPartland im Interview auf einer NPR Jazz-Piano Sendung.
Die letzten fünf Jahre bis zu ihrem Tode im Jahre 2002 lebte sie zurückgezogen und hatte keine Auftritte mehr. Sie litt mit einem Lungenhochdruck stark an den Folgen der Einnahme des Diätmedikaments Fen-phen. Sie gewann 2000 im Entschädigungsprozess acht Millionen Dollar, weil sie das Vergleichsangebot des Konzerns American Home Products (Wyeth) ausschlug und weiter klagte. Sie hatte das Medikament viel zu lange und zu spät, als Nebenwirkungen erkennbar waren und es schon fast vom Markt genommen war, von ihrem Arzt, der die halbe Entschädigung zahlt, verschrieben bekommen.

## Melodik
Shirley Scott hat eine eindeutige Spritual- und Gospelphrasierung, obwohl viele ihrer Stücke Bluestitel sind, ein Beispiel dazu ist Horace Silvers Señor Blues. Die Melodie führt sie oft als subtile Einzelstimme. Man kann beobachten, dass sich ihr Improvisationsstil eng an die Melodievorlage eines Stückes hält und diese verzierend umspielt, aber keine eigenständig neuen Melodien schafft. Als Gegensatz ist ihr riffartig, bläsersatzähnlicher „locked hand“-Stil freier in der Erfindung neuer Wendungen, die kaum zu ganzen Melodien ausgebaut werden, sondern eher elementartig stückig zusammenhängen, und mit tonalitätsfremden Dissonanzen in den Mittelstimmen angereichert werden. Ihr ganzes Spiel hat nicht den kompositorischen Aufbau des Swingstils. Es klafft eine Lücke zwischen ihrer einstimmigen Melodieimprovisation und ihrer expressiveren Akkordimprovisation.

## Expressivität
Für ihre improvisatorischen Phrasen benutzt sie in Intervallen parallel geführte Slides und Crushed Notes. Ebenso setzt sie dissonante Akkordstimmführungen ein mit zwei (auch kleinen) Sekunden in den oberen Stimmen (z. B. F-Moll Septakkord: F - as - c - es - f - g, die letzten drei sind dissonant). Das erinnert an Shouts (Rufe) und Cries (Schreie) aus der Spiritual- und Gospeltradition. Sie benutzt dafür als Abschluss fallende Glissandi. Auf der Hammond-Orgel nutzt sie innerhalb eines Stückes abwechselnde Registrierungen.

## Rhythmik und Begleitung
Shirley Scott orientiert sich an der Struktur eines Stückes, während sie darüber improvisiert. Sie tupft ein, zwei oder drei Akkorde als sparsame Begleitung, hat einen zweihändigen „locked-hand“-Stil, der keine offensichtlichen Oktavparallelen zeigt, besser diese anreichert, und an einen mittelengen Big-Band-Trompetensatz erinnert, aber den weicheren Ansatz der Saxophone hat. Sie spielt kaum legato und benutzt nicht das Pedal der Orgel auf den Plattenaufnahmen. Sie bevorzugt die Arbeit mit der Rhythmusgruppe gegenüber dem Solospiel. Im Rahmen ihrer Liveauftritte im Trio (mit Schlagzeug und Melodieinstrument) übernahm sie den Part des Basses.
Die oben im NPR Feature erwähnte Halbtontechnik stellt sie ungefähr so vor:
Statt die Tonika direkt in Stufen zu erreichen, wird ein Akkord zwischengeschoben
(Hier für die Akkorde Gm9 - Fmaj79 bzw. Gm9 - C7b9b13 - Fmaj79.)
Das geht auch von einem Ganzton unter dem Zielton und wirkt dann plagal. (Ebmaj9 - Bb7b9b13 - Fmaj9 )
Der Akkord ist eine veränderte Variante eines verminderten Vierklangs (funktional eine Zwischendominante, kein Übermäßiger), und enthält eine kleine None, die recht gut klingt (Im Allgemeinen ist dieses Intervall zu vermeiden (avoid-Ton)). Varianten davon sind möglich, so dass tatsächlich durch Umdeutung statt des Akkordes der Stufe I eine andere Stufe erreicht wird, zum Beispiel die VI. (Vermutlich bezieht sie in ihre Äußerung „keine wirkliche Kadenz“ Medianten und Tongeschlechtwechsel mit ein.) Sehr schön ist das bei ihrer Interpretation von Silvers Moonrays zu hören.
Das Tonmaterial der drei Akkorde eignet sich zum Improvisieren.

## Voicings
In ihrer Stimmführung fallen exzessive Terzschichtungen auf.
The Preacher
Der Auftakt hat C7 als Akkord, der aber lediglich auf der dritten Zählzeit erscheint. (Interessant ist dieses quasimodale Spiel im Hinblick darauf, dass sie mit dem jungen Coltrane gespielt hatte.)
Moon Rays

## Interpretation
Eine ihrer großen Stärken ist der Charakter, den sie Repertoirestücken zu geben weiß.  Das Stück Slaughter on Tenth Avenue interpretiert sie in unheimlicher, dramatischer, filmreifer Stimmung. Autumn Leaves interpretiert sie in einer sorglosen Verspieltheit.
Auf ihrer Platte „Sweet Soul“ kann man den Einfluss eines prägenden Zeitgeistes heraushören. Die Jazzmusik als amerikanische Kultur – in Verbindung mit Unterhaltung, Entertainment, Industrie und Kommerz (Tin Pan Alley) – verursacht bei Shirley Scott einen ständigen Grenzgang zwischen diesen divergierenden Elementen.

## Diskografische Hinweise
- Shirley Scott plays Horace Silver (Prestige Records)
- Workin’ (Prestige, 1958–61) mit Eddie Lockjaw Davis, Ronnell Bright, George Duvivier, Roy Haynes
- Like Cozy (Prestige, 1958–60) mit George Duvivier, George Tucker, Arthur Edgehill
- Soul Shoutin’ (Prestige 1963) mit Stanley Turrentine, Major Holley, Earl May
- Blue Flames (Prestige 1964) mit Stanley Turrentine, Bob Cranshaw, Otis Finch
- Queen of the Organ (Impulse! Records, 1965) mit Stanley Turrentine
- Blues Everywhere (Candid, 1992), mit Arthur Harper und Mickey Roker
- A Walkin’ Thing (Candid, 1992) mit Terell Stafford, Tim Warfield